# Військово-морські сили Ірландії
Військово-морські сили Ірландії (Військово-морська служба Ірландії) (ірл. an tSeirbhís Chabhlaigh) - морський компонент  Сил оборони Ірландії, один з трьох їх видів. Головна їх база знаходиться у Голбоуліні, графстфо Корк.
Чисельність ВМС Ірландії становить 1094 особи, корабельний склад - 9 патрульних кораблів. Головна база знаходиться на острові Холбоулін (Haulbowline) у затоці Корк.
Кораблі ВМС Ірландії носять традиційні ірландські жіночі імена, взяті з історії та кельтської міфології. Назви передує префікс LÉ (ірл. Long Éireannach - ірландський корабель). 

## Історія
Відповідно до британо-ірландської угоди 1921 року, Ірландія утворювала власні поліцейські формування, проте контроль над ірландськими територіальними водами, як і раніше, здійснювався флотом Великої Британії. 
У серпні 1922 року судно Lady Wicklow, що належить "British & Irish Steam Packet Company", було використано для доставки бійців Ірландської національної армії до порту Феніт, графство Керрі. Цю подію прийнято вважати першою ірландською морською операцією. 
У 1923 році була утворена Ірландська берегова і морська служба (Coastal and maritime service, CMS), проте менш ніж через рік вона була розформована. Єдиний ірландський військовий корабель цього періоду носив назву Muirchú і був озброєною паровою яхтою, що раніше належала Великій Британії під ім'ям Helga. Пароплав був переозброєний у 1936 році. Ірландський уряд купив його для охорони рибальських промислів. 
У 1938 році Велика Британія залишила три орендовані в Ірландії гавані, Cork Harbour, Bere Haven та Lough Swilly. Тоді під ірландським прапором з'явився корабель Fort Rannoch. У 1939 році уряд Ірландії замовив у Великій Британії два торпедні катери. З початком Другої Світової війни була утворена Marine and Coastwatching Service - Служба моря і берегової охорони, для її розширення були додатково замовлені ще чотири аналогічні катери, таким чином до кінця 1940 корабельний склад включав 6 торпедних катерів і 4 різнотипних корабля. 
У роки війни утворена служба регулювала торгове мореплавання, здійснювала захист рибалок, зробила мінний оборонний захист поблизу Корка та Уотерфорда. До кінця війни чисельність корабельного складу не змінилася, кількість персоналу складала близько 300 осіб. З 1942 року службу було перейменовано на Ірландську Морську службу (Irish Marine Service). 
У сучасному вигляді Військово-морська служба була сформована лише 1946. Починаючи з 1970-тих основна її роль полягає у захисті рибальства у виключній економічній зоні Ірландії. Інші ролі включають патрулювання, спостереження та попередження контрабанди. Час від часу Військово-морська служба виконує місії у більш віддалених регіонах, забезпечуючи інші елементи Сил оборони, миротворчі контингенти Ірландії у складі сил ООН, гуманітрні місії.
Починаючи з липня 2017 Військово-морська служба Ірландії бере участь у місії Європейською служби зовнішніх справ у Середиземному морі EU Navfor Med (Скорочення від ВМС ЄС у Середиземному морі). Участь у цій місії стала для ірландських військових моряків першим досвідом у багатоцільовій міжнародній військово-морській операції.

До 2014 року всі судна військово-морської служби носили традиційні ірландські жіночі імена, взяті з історії та кельтської міфології. Однак чотири новітніх кораблі у флоті: LÉ Samuel Beckett (введений в експлуатацію 17 травня 2014 року), LÉ James Joyce (введений в експлуатацію у вересні 2015 року), LÉ William Butler Yeats (введений в експлуатацію 17 жовтня 2016 року) і LÉ George Bernard Shaw (введений в експлуатацію 30 квітня 2019 року) були названі іменами ірландських літературних діячів. 

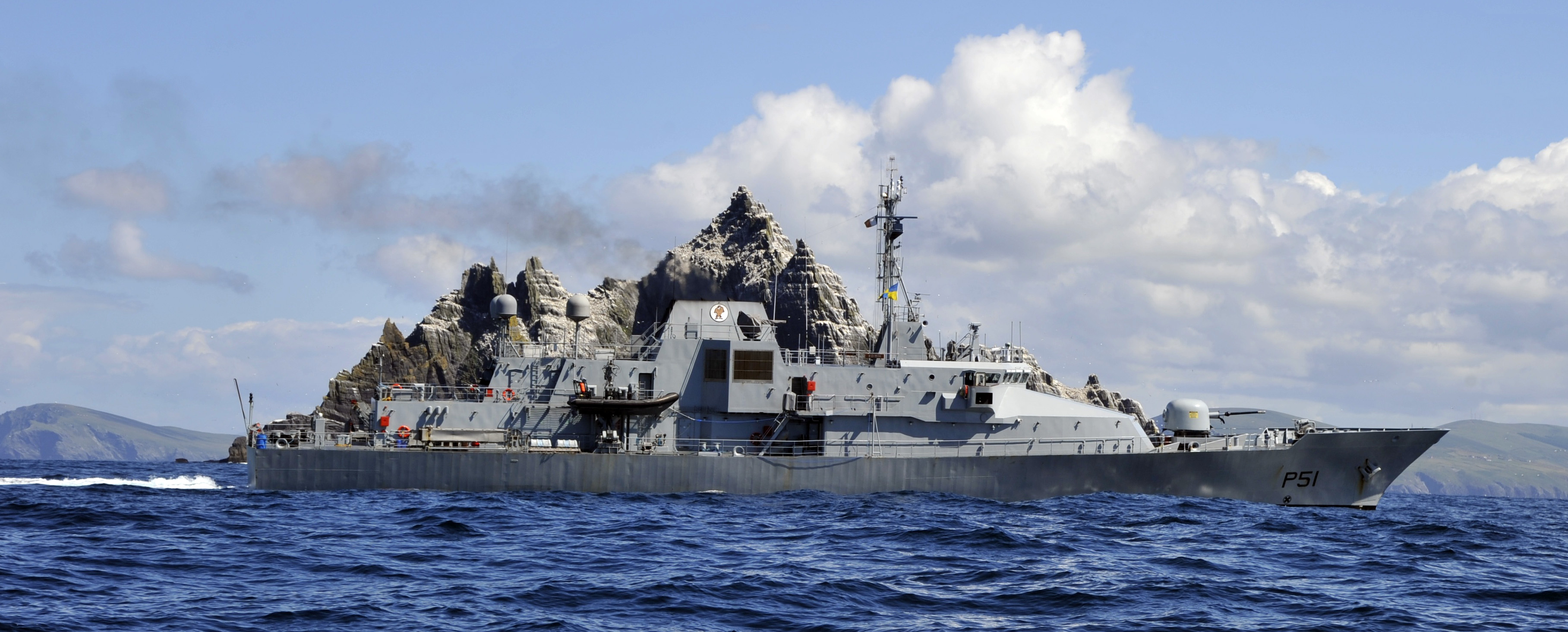
LÉ Róisín поблизу островів Скелліг, 2013 рік

Нинішній флагманський корабель - LÉ Eithne.

## Спроможності
Військова роль Військово-морської служби та функції, які вона виконує, скоріше характерні для берегової охорони, ніж для  ВМС.  Не маючи спроможностей для забезпечення ППО та протичовнової оборони,  без протикорабельних ракет, можливісті Військово-морської служби контролювати територіальні води Ірландії та протистояти висоткотехнологічному противнику мінімальні. Її потенціал для здійснення морських перевезень обмежується відносно невеликим тоннажем наявних кораблів та допоміжних суден. 

## Бойовий склад
| Бортовий номер | Фото           | Назва                   | Клас                 | Тип                    | В складі флоту | Зауваження |
| Patrol vessels | Patrol vessels | Patrol vessels          | Patrol vessels       | Patrol vessels         | Patrol vessels | Patrol vessels |
| -------------- | -------------- | ----------------------- | -------------------- | ---------------------- | -------------- | --- |
| Р61            |                | LÉ Samuel Beckett       | Samuel Beckett class | Offshore patrol vessel | 2014           | |
| Р62            |                | LÉ James Joyce          | Samuel Beckett class | Offshore patrol vessel | 2015           | |
| Р63            |                | LÉ William Butler Yeats | Samuel Beckett class | Offshore patrol vessel | 2016           | |
| Р64            |                | LÉ George Bernard Shaw  | Samuel Beckett class | Offshore patrol vessel | 2019           | |
| Р31            |                | LÉ Eithne               | Eithne class         | Offshore patrol vessel | 1984           | Флагман флоту LÉ Eithne був поставлений у «оперативний резерв» з липня 2019 року по березень 2020 року, тоді він був частиною відповіді Ірландії на пандемію коронавірусу. |
| Р51            |                | LÉ Róisín               | Róisín class         | Offshore patrol vessel | 1999           | У 2019 році LÉ Róisín вивели із експлуатації для проведення середньої модернізації та ремонту                                                                              |
| Р52            |                | LÉ Niamh                | Róisín class         | Offshore patrol vessel | 2001           | |
| Р41            |                | LÉ Orla                 | Peacock class        | Corvette               | 1988           | LÉ Orla поставлено у «оперативний резерв» у 2019 році. |
| Р42            |                | LÉ Ciara                | Peacock class        | Corvette               | 1988           | |

## Прапори кораблів та суден
| Прапор | Гюйс | Вимпел бойових кораблів |
| ------ | ---- | ----------------------- |
|        |      | немає даних             |